# Perla Suez
Perla Suez   (Córdoba, 28 de novembre de 1948) és una escriptora, narradora, assagista, novel·lista i traductora argentina.

## Carrera professional
Nascuda a Córdoba (Argentina), Perla Suez va créixer a Basavilbaso i va estudiar Lletres Modernes a la Universitat Nacional de Córdoba. També estudia a la mateixa universitat, psicologia educativa i cinema. Va ser becària del govern francès entre 1977 i 1978, va realitzar investigacions a la Universitat de París VII, i després va treballar al Centre Internacional d'Estudis Educatius de Sèvres, a prop de París. Després, va rebre una beca del Govern del Canadà.
De tornada a l'Argentina, va ensenyar i va participar en la creació del CEDILIJ (Centre de Difusió i Investigació de Literatura Infantil i Juvenil) i la va dirigir de 1983 a 1990.
Des de mitjan la dècada del 1980 fins a mitjan dècada del 1990, va començar a publicar obres per a nens. Les Memorias de Vladimir i Dimitri en la tormenta, publicades el 1991 i el 1995 respectivament, estan dedicades a històries de nens jueus perseguits. Vladimir és realment el seu avi que va arribar a l'Argentina el 1890.
A la dècada del 2000, va alternar escriure ficció per a nens i adults. Una trilogia per a adults, Letargo, El arresto i Complot, evoca esdeveniments tràgics de la història de l'Argentina de principis del segle xx i d'immigració jueva, sense citar-los directament. Els diàlegs són tènues, rigorosos. Es descriuen els moviments dels personatges i les seves accions amb economia de recursos. Els personatges són contradictoris i complexos.
El 2008 va guanyar el Premi Internacional de Novel·la Grinzane Cavour-Montevideo per aquesta trilogia romàntica. Aquell mateix any 2008, una nova novel·la, La pasajera, va reviure en la ficció i en l'espai geogràfic de la seva infància, l'ambient dels anys de la dictadura militar a l'Argentina, i submergeix el lector en un entorn familiar marcat per una gran violència.

## Obres publicades

### Literatura infantil
- 1987 - El vuelo de Barrilete y otros cuentos
- 1988 - ¿Quién es tan feo?
- 1989 - Papá, Mamá ¿Me dan permiso?
- 1989 - ¡Blum!
- 1991 - Memorias de Vladimir
- 1991 - El viaje de un cuis muy gris
- 1993 - Dimitri en la tormenta
- 1995 - El cuento del pajarito
- 1996 - La historia de Nato y el caballo que volaba
- 1995 - El árbol de los flecos
- 1996 - El Golem (conte) en antologia 17 de Miedo
- 1996 - Lejos de Estambul (conte) en antologia 18 de Amor
- 2000 - Tan lejos y tan cerca.
- 2006 - Un golpe de buena suerte
- 2007 - Tres pajaritos
- 2009 - Arciboldo
- 2014 - El huemul
- 2014 - Un oso
- 2014 - Lara y su lobo
- 2015 - El hombrecito de polvo
- 2015 - Las flores de hielo
- 2015 - Espero
- 2016 - Uma

### Literatura per a adults
- 1986 - L´etranger vu par l'enfant. Travail de recherche: Un exemple: Les réponses des enfants de Córdoba (Argentine) (assaig)
- 1986 - Dynamique du Merveilleux dans queleques contes argentins actuels (assaig)
- 1986 - La domanda di educazione estetica in America Latina (assaig)
- 1993 - La historieta ¿Para qué? (assaig)
- 1995 - Escribir: Viaje a la memoria (assaig)
- 2000 - Letargo (novel·la) Colección La otra orilla, Grupo Editorial Norma, 2000.
- 2001 - El arresto (novel·la) Colección La otra orilla, Grupo Editorial Norma, 2001.
- 2004 - Complot (novel·la) Colección La otra orilla, Grupo Editorial Norma, 2004.
- 2006 - Trilogía de Entre Ríos (renueix Letargo, El arresto i Complot) Colección La otra orilla, Grupo Editorial Norma, 2006.
- 2008 - La pasajera (novel·la) Colección La otra orilla, Grupo Editorial Norma, 2008.
- 2012 - Humo rojo (novel·la) Editorial Edhasa, Argentina, 2012.
- 2014 - Letargo (novel·la) Editorial Edhasa, Argentina, 2014.
- 2015 - El país del diablo (novel·la) Editorial Edhasa, Argentina, 2015.
- 2017 - El arresto (novel·la) Editorial Edhasa, Argentina, 2017.

## Premis i reconeixements
- Becària de govern francès (1977 - 1978). Va realitzar una investigació de Literatura a la Universitat de París VII.
- Premi Internacional d'Unicef-Unesco al millor treball d'Investigació d'Amèrica Llatina 1986.
- International White Ravens (1992), per Memorias de Vladimir.
- Quadre d'Honor d'ALIJA (1995), per Dimitri en la tormenta.
- International White Ravens (1996), per El árbol de los flecos.
- Menció Especial del Premi Mundial de Literatura Infantil José Martí (1997).
- Beca de govern canadenc, on va participar al Festival de Literatura de Mont-real (1998).
- Finalista del Premi Apel·les Mestres (2000).
- Finalista del Premi Internacional de Novel·la Rómulo Gallegos (2001), per Letargo.
- Finalista del Premi Internacional de Novel·la Grinzane Cavour-Montevideo (2005), per Complot.
- Beca Guggenheim (2007).
- Guanyadora del Premi Internacional de Novel·la Grinzane Cavour-Montevideo (2008) per la Trilogía de Entre Ríos.
- Primer Premi Municipal de Novel·la de Govern de la ciutat de Buenos Aires -Obra Edita bienni 2006-2007- (2012) per la Trilogía de Entre Ríos.
- Finalista del Premi Internacional de Novel·la Rómulo Gallegos (2013), per Humo rojo.
- Guanyadora del Premi Nacional de Novel·la 2013 (Període 2009-2012), per Humo rojo.
- Guanyadora del Premi Sor Juana Inés de la Creu 2015, per El país del diablo.
- Guanyadora del Premi Internacional de Novel·la Rómulo Gallegos (2020), per El país del diablo.